# Sotirios Kyrgiakos
Sotirios Kyrgiakos grekiska: Σωτήριος Κυργιάκος), född 23 juli 1979 i Trikala, är en grekisk före detta fotbollsspelare som senast spelade för Sydney Olympic. 
Mellan 2002 och 2010 spelade han 61 matcher för det grekiska landslaget. Kyrgiakos har två ligaguld, ett med Panathinaikos (2004) och ett med Rangers (2005).

## Klubblagskarriär
Kyrgiakos första professionella klubb var Panathinaikos som han skrev kontrakt med 1998. Efter att ha varit utlånad i två säsonger återvände han och kom att spela 60 ligamatcher för laget, vinna ligan en gång (2004) och den grekiska cupen en gång (2004) innan han blev utlånad till Rangers FC i januari 2005. Samma sommar skrev han sedan ett permanent kontrakt med klubben. Efter ytterligare en säsong med Rangers flyttade han till Tyskland och Eintracht Frankfurt i juni 2006. Han återvände dock till Grekland i augusti två år senare då han skrev på ett femårskontrakt med AEK Aten.
Kyrgiakos skrev på för Liverpool i augusti 2009. Han debuterade i Premier League den 29 augusti när Liverpool besegrade Bolton Wanderers med 3–2. Han gjorde sitt första mål för klubben den 16 januari 2010 mot Stoke City. I augusti 2011 skrev han på ett tvåårskontrakt med VfL Wolfsburg efter att ha spelat totalt 49 matcher för Liverpool.

## Landslagskarriär
Kyrgiakos debuterade för det grekiska fotbollslandslaget den 13 februari 2002 i en match mot Sverige och han gjorde sitt första mål exakt ett år senare i en match mot Norge. Han missade EM 2004 på grund av en skada men var med i EM 2008. Den 13 augusti 2010 meddelade Kyrgiakos att han slutar i landslaget efter 61 landskamper och 4 landslagsmål. Tre av Kyrgiakos fyra landslagsmål kom mot Norge.

## Meriter
Panathinaikos
- Grekiska Superligan: 2004
- Grekiska cupen: 2004

Rangers
- Scottish Premier League: 2005
- Scottish League Cup: 2005